# 龍が如く
『龍が如く』（りゅうがごとく、英題：Yakuza）は、セガより2005年12月8日に発売されたPlayStation 2用ゲームソフト。
キャッチコピーは「伝説の男と100億の少女」。東京の架空の街「神室町」を舞台に、裏社会を生きる人々の抗争や生き方、人間模様を描く。

## 概要
名越稔洋が2003年に企画を立案し、2005年に名越によって生み出された本作は「実在の繁華街」をコンセプトに、成人男性をターゲットとしている。企画・開発当初は「日本の成人男性のみをターゲットとする」「海外では発売しない（後に海外でも発売）」というコンセプトから、セガ上層部を説得するのに苦労した。
CEROの年齢レーティングでは18才以上対象となっていたが、後のレーティング規制見直しによって、17才以上対象ソフトへと変更になった。プロモーションの一環として本作を題材にした実写映画も制作された。以後シリーズ化され、続編作品・外伝作品や本作と世界を共有する『クロヒョウ』シリーズや『ジャッジアイズ』シリーズが発売されている。作品性を守るためにシリーズを通して、「相手に絡まれないと殴れない不自由さ」「子供の死・薬物摂取シーンの排除」の2点は徹底して守られている。
リアルに再現された箱庭（街並み）の中を自由に移動することができるゲームである。リアルな街並み以外にも、多種多様な武器や防具、食料などのアイテムや、バッティングセンターやUFOキャッチャー、パチスロなどの本筋とは関係の無いミニゲーム、キャバクラをシミュレートしたサブイベントなどで、より現実感を演出している。自らの足で町や建物内を移動し、シンボルエンカウント制によって敵との戦闘が始まるシステム。戦闘では、主に素手や武器などの打撃によるコンボ、ガードや掴み、スウェー（回避動作）などの基本アクションを駆使して戦う。また、敵に攻撃を当てることなどで「ヒートゲージ」が上昇していき、ある程度溜まると地形や武器などを利用した様々な「ヒートアクション」が使用できる。特定のボスや一部のシーンでは、時間内にボタンを押したり連打することで回避や反撃、追撃することができるQTE（クイックタイムイベント）が発生する。闘技場などの例外もあるが、基本的には主人公の体力ゲージが0になるとゲームオーバーとなる。
メインゲストとして、俳優の渡哲也、三原じゅん子、プロレスラーの藤原喜明が出演する。メイン以外にも、セクシー女優のみひろや、グラビアアイドルの愛川ゆず季、相澤仁美といったゲストが登場する。以降の作品でも多数の俳優・タレントがゲスト出演しており、『龍が如く3』まではオリジナルで描かれたキャラクターで登場していたが、『龍が如く4 伝説を継ぐもの』からはフェイスキャプチャーによって出演者の顔をモデリングしたキャラクターで登場させる形が主流となっていく。
2005年度のファミ通アワードで優秀賞（フロンティア賞）を受賞。2009年、ザ・ベスト再発売版を含め売り上げがミリオンヒットに到達したと、本作の総合プロデューサーである名越稔洋が自身のブログで発表した。
2012年11月1日、本作と『龍が如く2』を1つにまとめてPlayStation 3に移植した『龍が如く1&2 HD EDITION』が発売、2013年8月8日には、同作をWii Uに移植した『龍が如く1&2 HD for Wii U』が発売された。

## ストーリー
親友と愛する女のために親殺し（組長殺し）の罪をかぶり、10年後に仮釈放され神室町に戻ってきた主人公・桐生一馬は、母を捜す少女遥と出会う。彼女は、かつて桐生が所属していた関東最大の広域暴力団「東城会」から盗み出された100億円の鍵を握るといわれ、様々な勢力に狙われていた。遥を守るために戦う桐生は、戦いの中で「人として生きることの意味」を見出すことになる。

## 劇中の主な用語
堂島の龍
堂島組構成員時代の桐生の異名で、背中に彫られた応龍の刺青に由来する。
東城会
関東一円の極道を束ねる一大組織。三代目会長・世良勝が殺害されてからは、錦山組や嶋野組といった武闘派が跡目を狙って対立を起こす。以降のシリーズでも必ず登場し、重要な役割を果たす。
堂島組
桐生と錦山彰が所属していた東城会の直系組織。組長である堂島宗兵の死後、風間組に吸収合併された。『0』では物語の重要な組織として登場する。
近江連合
関西一円を束ねる極道組織であり、東城会と双璧をなす。『0』、『2』、『5』、『ONLINE』、『7』、『7外伝』でも登場し、東城会と共に物語の重要な鍵の1つとなる。
神室町
物語の舞台となる東京最大の歓楽街。龍が如くを象徴する舞台であり、以降のシリーズでも必ず登場する。モデルは新宿歌舞伎町。
ヒマワリ
東城会の風間組組長である風間新太郎が営む養護施設。桐生や錦山、澤村由美が育った施設で、現在では遥が入所している。
親殺し
通常は尊属殺のことを指すが、ヤクザの世界では自分の属する組の組長を殺すことを指す。擬似的な親子関係で構成され、実の親子より絶対的な主従関係を持つヤクザの世界では最大級の大罪となり、これを犯した者は絶縁の処分にされ、服役中・出所後問わず命を狙われる。作中ではこれを犯した錦山を庇って桐生がこの罪を被ったが、復縁の可能性がある破門という異例の処分を受ける。

## 反響
当時のセガ社内でも高評価はわずか30%で、残りの70%が否定的な評価であった。「この評価を正しくユーザーに伝えれば絶対に勝てる」という信念の元、最終的には成功を収めた。『龍が如く』の発売日も二転三転し、ソニー・インタラクティブエンタテインメントのRPGと同日であったため、後にセガ社長に就任する杉野行雄は渋谷のTSUTAYAにて、自ら店員に見つからないように本作を客に目立つ位置に並べ替えていたという。
『龍が如く 維新! 極』のチーフプロデューサーである阪本寛之は本作の売れ方について、ものすごく変なゲームがあると口コミで広まり、徐々にヒットしていったとシリーズのファンであるプロレスラーのケニー・オメガとの対談の中で説明している。

## 龍が如く 極
『龍が如く 極』（りゅうがごとく きわみ、英題：Yakuza Kiwami）は、セガゲームスより2016年1月21日にPlayStation 4とPlayStation 3で発売されたゲームソフト。欧米版のタイトルである『Yakuza Kiwami』（日本語に対応）として、国内で2019年2月20日にSteamで配信され、2020年4月22日にXbox Oneで配信された。そして、2024年10月25日にシリーズ初となるNintendo Switch版で配信開始。Nintendo Switch 2版では2025年11月13日に発売予定。
Xbox One版はXbox Game Pass日本サービス開始時頃（2020年4月）から配信されており、対象から外れたこともあったが現在（2022年8月）ではプレイ可能。PS4版は2022年8月からPlayStation Plusで配信される（プレミアムとエクストラのみプレイ可）。
キャッチコピーは「『龍が如く』が放つ、大人のための“極”エンターテインメント」。
龍が如くシリーズの「10周年記念作品」として1作目『龍が如く』をリメイクした作品であり、「10年間培ってきた最新の技術で新たに作り直す」というコンセプトの下で、オリジナルを下地にしながらも、グラフィックやアクションを一新し、相当数の追加エピソードが収録されている。声の収録も9割方は再収録しており、演技を作り直すためにキャスティングが変更されているキャラクターもいる。新規のゲストとして柔道家でタレントの篠原信一や、セクシー女優の波多野結衣、瑠川リナが出演する。
基本システムは『0』を踏襲したものになっているが、経験値による能力アップなど『1』本来のものもある。新要素として、街中のあらゆる場所から真島が接触してくるシステム「どこでも真島」や、龍が如く0 誓いの場所より、キャットファイトと『甲虫王者ムシキング』をもじったミニゲーム「昆虫女王メスキング」が追加された。ヒートアクションには特定の強敵に繰り出せる大技「超スタイルの極み」が追加された。
シリーズ恒例のDLCと過去作のセーブデータ引き継ぎによる特典は、今作にも存在する。『0』では不可能となっていた、どこでもセーブができるシステムや、最高難易度へのセーブデータの引き継ぎなどが再び可能になった。

### 楽曲
- 主題歌：稲葉浩志「BLEED」（VERMILLION RECORDS）
- テーマソング：稲葉浩志「Receive You [Reborn]」（VERMILLION RECORDS）

## 受賞歴
- 2005 第9回 CESA GAME AWARDS - GAME AWARDS FUTURE 受賞（『龍が如く』）
- ファミ通アワード2005 - 優秀賞 フロンティア賞（『龍が如く』）
- 日本ゲーム大賞2006 - 年間作品部門 優秀賞（『龍が如く』）